# Ghoulies II
Ghoulies II es una película de terror estadounidense, secuela de Ghoulies, estrenada en vídeo el 5 de octubre de 1988.

## Argumento
Un sacerdote arrebata a los miembros de un culto satánico los Ghoulies, pequeñas criaturas diabólicas, pero fracasa en el empeño de destruirlas. Las criaturas se refugian entonces en un camión de un espectáculo ambulante, que se dirige a un parque de atracciones. Este se halla amenazado de cierre por sus malos resultados económicos, por lo que Hardin (J. Downing), el administrador, piensa introducir nuevas atracciones. Esto tiene muy preocupado al joven Larry (Damon Martin) y a su alcoholizado Tío Ned (Royal Dano), que dirigen una atracción de carácter terrorífico, pues temen que esta pronto se vea obligada a cesar en su actividad. Entonces, las criaturas que se refugiaron en su camión comenzaran a hacer acto de presencia en la atracción, originando el interés del público, lo que aparentemente supondrá la salvación para el espectáculo. Pero no contarán con las verdaderas intenciones de los Ghoulies, que pronto comenzarán a ocasionar la desaparición de algunos de los miembros de la atracción... Larry tratará entonces de deshacerse de las criaturas, contará para ello con la ayuda de Nicole (Kerry Remsen) y de Sir Nigel Penneyweight (Phil Fondacaro), otros dos integrantes del parque 
de atracciones...

## Reparto
- Damon Martin (Larry)
- Royal Dano (Tío Ned)
- Phil Fondacaro (Sir Nigel Penneyweight)
- J. Downing (P. Hardin)
- Kerry Remsen (Nicole)
- Dale Wyatt (Dixie)
- Jon Maynard Pennell (Bobby)
- Sasha Jenson (Teddy)
- Starr Andreef (Alice)
- William Butler (Merle)
- Donnie Jeffcoat (Eddie)
- Christopher Burton (Leo)
- Mickey Knox (Ray)
- Romano Puppo (Zampano)
- Ames Morton (Patty)
- Michael Deak (Bozo)
- Anthony Dawson (Sacerdote)
- Don Hodson (Barker)
- Carrie Janisse (Carol)
- Steve Pelot (Guardia de seguridad)
- Larry Dolgin (Policía 1)
- Mark Peter D'Auria (Policía 2)
- Fidel Bauna (Vendedor de perritos calientes)
- Lucilla Potasso (Mujer barbuda)
- Ettore Martini (Propietario de la galería de tiro)
- Maurizio Gaudio (Operador)
- Fiorella Cencetti (Mujer gorda)
- Luca Mazzacuratti (Half & Half)
- Livia Bonelli (Gene)
- Robert Spafford (Supervisor Boxer Booth)
- G. Lorenzo Bernini (Chico mayor)
- Ignazio Biondo (Chico menor)
- Filli Campagna (Chica rubia)
- R. Colombaioni (Tragafuegos)
- Patrizia Fazi (Bailarina)
- Barbara Grassi (Bailarina)
- Nadia Canelias (Bailarina)
- Laura Battistini (Bailarina)
- Hal Rayle (Voz de los Ghoulies)[1]

## Producción
- La película se rodó íntegramente en los Empire Studios de Roma (Italia). Pese a ser formalmente una producción estadounidense, contó con un equipo técnico-artístico mayormente italiano.

## Títulos
- Ghoulies II. Estreno en video en Estados Unidos, 5 de octubre de 1988; Francia; Grecia (Título en DVD) y España (TV)
- Ghoulies 2. Brasil, título en video.
- Ghoulies II - il principe degli scherzi. Italia.[2]

## La saga Ghoulies
- Ghoulies (1986). De Luca Bercovici, con Jack Nance y Mariska Hargitay.
- Ghoulies II (1988). De Albert Band, con Damon Martin, Royal Dano y Kerry Remsen.
- 3: Los Ghoulies van a la universidad (1991). De John Carl Buechler, con Jason Scott Lee.
- Ghoulies 4 (1994). De Jim Wynorski.